# National Snow and Ice Data Center
O National Snow and Ice Data Center (NSIDC) (em português: Centro Nacional de Dados sobre Neve e Gelo), é um centro de informação dos Estados Unidos da América que apoia a investigação polar e criosférica. O NSIDC arquiva e distribui informação digital e analógica sobre neve e gelo e mantém também dados sobre cobertura de neve, avalanchas, glaciares, mantos de gelo, gelo de água-doce, gelo marinho, gelo sobre terra, permafroste, gelo atmosférico, paleo-glaciologia e amostras de gelo.
O NSIDC faz parte do Cooperative Institute for Research in Environmental Sciences (CIRES) da Universidade de Colorado, sendo afiliado com o National Geophysical Data Center da NOAA. Serve também como um dos oito centros de arquivo financiados pela NASA para arquivar e distribuir dados obtidos por antigos e actuais programas de satélites e de medições de campo. O NSIDC apoia também a National Science Foundation através dos Arctic System Science Data Coordination Center e Antarctic Glaciological Data Center.
- «National Snow and Ice Data Center». nsidc.org